# Jeetze südlich Beetzendorf
Die Jeetze südlich Beetzendorf ist ein FFH-Gebiet in der Stadt Klötze und der Gemeinde Beetzendorf im Altmarkkreis Salzwedel in Sachsen-Anhalt.

## Allgemeines
Das FFH-Gebiet ist circa 275 Hektar groß. Im Norden grenzt es an das FFH-Gebiet „Jeetze zwischen Beetzendorf und Salzwedel“. Bei Dönitz überschneidet es sich mit dem flächenhaften Naturdenkmal „Moor bei Dönitz“. Das FFH-Gebiet ist durch die Landesverordnung zur Unterschutzstellung der Natura 2000-Gebiete im Land Sachsen-Anhalt (N2000-LVO LSA) seit dem 21. Dezember 2018 rechtlich gesichert. Zuständige untere Naturschutzbehörde ist der Altmarkkreis Salzwedel.

## Beschreibung
Das FFH-Gebiet liegt südlich von Beetzendorf. Es umfasst den Flusslauf der Jeetze einschließlich einem Teil ihrer Aue zwischen der Querung durch die Kreisstraße 1397 bei Schwarzendamm und der Querung durch die Landesstraße 19 bei Beetzendorf sowie einen Abschnitt des in die Jeetze mündenden Alten Wassers bei Darnebeck einschließlich eines Teils ihrer Aue.
Die begradigte und regulierte Jeetze wird abschnittsweise von feuchten Hochstaudenfluren gesäumt bzw. von Gehölzen begleitet. Die Hochstaudenfluren werden aus Echtem Mädesüß, Echter Zaunwinde, Zottigem Weidenröschen, Wasserdost, Gewöhnlichem Gilbweiderich, Wasserminze, Rohrglanzgras, Knotiger Braunwurz und Schmalblättrigem Merk gebildet. In der Jeetze siedeln Sumpfwasserstern, Brunnenkresse, Einfacher Igelkolben, Bachbunge, Kammlaichkraut sowie Krauses und Schwimmendes Laichkraut.
Die Aue der Jeetze wird vielfach als Grünland für die Mahd genutzt. Hier siedeln unter anderem Ruchgras, Feldhainsimse, Rotschwingel, Wolliges Honiggras, Wiesen- und Rundblättrige Glockenblume, Margerite, Scharfer Hahnenfuß, Kuckuckslichtnelke, Wiesenschaumkraut, Wiesenflockenblume, Wiesenplatterbse, Herbstlöwenzahn, Große Bibernelle, Zaun- und Vogelwicke.
Kleinflächig stocken Eichen-Hainbuchenwälder. Diese werden von der Stieleiche dominiert. In der Strauchschicht stocken Hasel, Eingriffeliger Weißdorn und Schwarzer Holunder. Die Krautschicht wird von Echter Nelkenwurz, Großer Sternmiere, Waldziest, Buschwindröschen, Waldgeißblatt, Waldzwenke, Goldnessel, Zweiblättriges Schattenblümchen, Vielblütiger Weißwurz, Breitblättriger Stendelwurz, Waldknäuelgras, Hainrispengras, Waldflattergras und Waldsegge gebildet. Auf feuchteren Standorten stocken Eichen-Eschenwälder aus Gemeiner Esche, Schwarzerle, Stieleiche und Hängebirke. In der Strauchschicht stocken Gewöhnliche Traubenkirsche, Gewöhnlicher Spindelstrauch und Zweigriffeliger Weißdorn. In der Krautschicht siedeln Waldzwenke, Großes Hexenkraut, Echte Nelkenwurz, Großer Sternmiere, Waldgeißblatt, Großes Springkraut, Goldnessel, Zweiblättriges Schattenblümchen, Vielblütige Weißwurz, Riesenschwingel, Waldziest, Waldflattergras und auf feuchteren Standorte Echtes Mädesüß, Sumpfschwertlilie, Giersch, Wolfstrapp, Rohrglanzgras, Rasenschmiele und Schlanksegge.
Das Gebiet ist Lebensraum und Wanderkorridor des Fischotters. In der Jeetze leben unter anderem Steinbeißer, Bachneunauge und Bitterling. Das Gebiet beherbergt auch Vorkommen des Laubfrosches und der Knoblauchkröte.